# Monomma mocambiquense
Monomma mocambiquense es una especie de coleóptero de la familia Monommatidae.

## Distribución geográfica
Habita en el este de  África.